# 大源镇 (乐昌市)
大源镇，是中华人民共和国广东省韶关市乐昌市下辖的一个乡镇级行政单位。镇政府2009年因乐昌峡水利枢纽工程而迁址。

## 行政区划
大源镇下辖以下地区：
大长滩村、墩子村、湖洞村、桥头村、水源村、小滩村、新秦村、永济桥村和泗公坑村。